# Dinosaurerne
 Denne artikel omhandler Disneyfilmen fra 2000. For krybdyrsslægten, se Dinosaurus.
Dinosaurerne er en amerikansk film fra 2000, produceret af Walt Disney Pictures. Filmen kombinerer computeranimerede figurer med miljøer og baggrund i spillefilm.

## Handling
Handlingen finder sted under Kridttiden. Vi følger iguanodonen Aladar som kommer væk fra sin egen race som nyklækket kylling. Han vokser op i fred og fordragelighed blandt en lemurstamme på et lille øparadis. Han er nærmest som en bror for lemurene Zini og Suri. Aladars lykkelige liv blandt lemurene får imidlertid en brat slutning da en frygtelig meteorregn tvinger ham og resten af familien til at flygte fra øen. 
Sammen med en gruppe andre dinosaurer, begiver Aladar sig ud på en rejse efter et trygt tilholdssted. Mens de bevæger sig gennem den hårde tur bliver de forfulgt af en gruppe blodtørstige Carnotaurere. Mens de kun har vand og mad i små mængder og de onde kødædende dinosaurer lurer, formår Aladar at at tilpasse sig omstændighederne er den eneste måde at overleve på. 

## Danske stemmer
- Anders W. Berthelsen – Aladar
- Axel Strøbye – Jar
- Dick Kaysø – Kron
- Iben Hjejle – Nira
- Solbjørg Højfeldt – Plio
- Rosalinde Mynster – Suri
- Thure Lindhardt – Zini
- Margrethe Koytu – Ima
- Lily Weiding – Baline
- Michael Carøe – Bruton

### Øvrige stemmer
- Julian T. Kellermann
- Anne Oppenhagen Pagh
- Annevig Schelde Ebbe
- Christian Potalivo
- Laus Høybye

## Engelske originalstemmer
- D.B. Sweeney – Aladar
- Ossie Davis – Yar
- Samuel E. Wright – Kron
- Julianna Margulies – Neera
- Alfre Woodard – Plio
- Hayden Panettiere – Suri
- Max Casella – Zini
- Della Reese – Eema
- Joan Plowright – Baylene
- Peter Siragusa – Bruton

## Produktionen
Arbejdet med filmen begyndte allerede 12 for inden i 1988: Oprindeligt havde Walon Green skrevet et manuskript som Paul Verhoeven ville instruere som en live-action film, men på grund af finansieringsproblemer, blev filmen stadWalt Disneys nye spillefilm. Dinosaurerne er et resultat af almindelig digital filmfoto i kombination med computeranimerede figurer og arbejdet i Disneys afdeling for special effectes. Til trods for at handlingen i Dinosaurerne er lagt til Kridttiden – hvilket vil sige for mere end 65 millioner år siden – er filmen skabt sådan at biografgængeren får en realistisk oplevelse af denne periode. 
De mest anvendte scener i filmen er fra Canaima (Venezuela), landskaber, adskillige tepuier og Salto del Angel optræder i filmen.